# Fures de Can Baró
Les Fures de Can Baró és una colla de diables que va néixer la Festa Major de Can Baró de l'any 2002. Va ser fundada per membres d'algunes altres colles de la ciutat, gràcies a la tasca de l'agrupament escolta del barri, l'A.E. Can Baró. A partir d'un taller de diables organitzat per aquest agrupament, es va formar la nova colla, que rebé el suport de l'associació de veïns. De seguida, els diables es van encarregar d'organitzar el correfoc de la festa major i es van integrar en la Coordinadora d'Entitats de Can Baró.
Entre els anys 2006 i 2008, la colla es va fer càrrec de la Farfolla, una bèstia de foc del barri de la Sagrada Família dissenyada a partir d'una figura de Gaudí i que feia molts anys que no sortia. L'any 2009 va participar en el correfoc de la festa major de la Sagrada Família, on havia apadrinat la nova colla de diables Bestialots Espurnats.
Els Trons del Baró és el grup de percussió que acompanya les actuacions de la colla de diables i també les de la colla infantil, que sol actuar en el correfoc infantil de Santa Eulàlia, el de la festa major de Can Baró i el de la festa de la Mercè de Barcelona.
A banda, la colla actua en més correfocs de la ciutat de Barcelona, com el de la Sagrera, i també en trobades de diables i correfocs de localitats com ara Cornellà, el Masnou o la Palma de Cervelló. El 2012 va participar en la I Festa de la Cultura Popular del Foc de la Ciutat de Barcelona.